# Nagy Árpád (államtitkár)
Nagy Árpád (Budapest, 1875. augusztus 15. – Budapest, 1932. február 24.) kultuszminiszteri államtitkár.

## Életútja
Középiskolai tanulmányait a kegyesrendiek budapesti főgimnáziumában elvégezvén, a budapesti tudományegyetemen hallgatta a jogot. Államtudományi tudori oklevelét elnyerve, 1896. februárjában a vallás- és közoktatásügyi minisztériumban kezdte meg pályáját. Több külföldi tanulmányút után eleinte a művészeti ügyosztályban működött, majd az egyetemi ügyek intézésében fejtett ki széleskörű és buzgó tevékenységet. Mint a neves orvos-tisztviselő, dr. Tóth Lajos ügyosztály-főnök munkatársa közreműködött az egészségügy összes tényezői, orvosok, gyógyszerészek, fogorvosok, bábák kiképzésének újjászervezésében. Az ő vezetésével épült fel a királyi József műegyetem új épületcsoportja, majd részt vett a debreceni Tisza István tudományegyetemi klinikák építési és a pécsi Erzsébet tudományegyetem elhelyezési munkálatainak vezetésében. Az előbbi építkezés körül szerzett érdemeiért I. Ferenc József a Ferenc József-rend lovagkeresztjével tüntette ki, utóbbi nagyarányú munkásságáért pedig magas kormányzati elismerésben részesült. 1917-től öt éven át a művészeti ügyosztály főnöke volt és ezen minőségében a nehéz háborús és forradalmi időkben sikerrel védte a művészetek minden ágának és a művészképzés különböző részeinek érdekeit és a lehetőséghez képest fejlesztette is ezeket. 1922-től öt évig az egyetemi ügyosztály élén állott és e téren húsz éven át szerzett gazdag tudását és tapasztalatait ez ügyek vezetésében is jól értékesítette. 1927-től mint a filmosztály és később a népiskolai, tanfelügyeleti, és gyógypedagógiai ügyosztályok államtitkára fejtett ki fáradhatatlan buzgalmat az ügykörök legégetőbb kérdéseinek megoldása érdekében. A gyógyszerészgyakornokok budapesti vizsgáló-bizottságának elnöke és az Országos Mozgóképvizsgáló bizottság tagja volt.